# Anton Just
Anton Just (9. února 1882 Hejtmánkovice – 22. ledna 1948) byl československý politik německé národnosti a meziválečný senátor Národního shromáždění ČSR za Německou sociálně demokratickou stranu dělnickou v ČSR.

## Biografie
Profesí byl zedníkem v Hejtmánkovicích.
V parlamentních volbách v roce 1929 získal Německou sociálně demokratickou stranu dělnickou v ČSR senátorské křeslo v Národním shromáždění. V horní komoře setrval do roku 1935.